# إثيل روزنبرغ
إثيل روزنبرغ (بالإنجليزية: Ethel Rosenberg) هي مغنية وجاسوسة وممثلة أمريكية، ولدت في 28 سبتمبر 1915 في نيويورك في الولايات المتحدة، وتوفيت في 19 يونيو 1953 في سنج سنج في الولايات المتحدة بسبب صعق كهربائي.

## وصلات خارجية
- إثيل روزنبرغ على موقع الموسوعة البريطانية (الإنجليزية)
- إثيل روزنبرغ على موقع مونزينجر (الألمانية)
- إثيل روزنبرغ على موقع إن إن دي بي (الإنجليزية)